# Вестбю
Вестбю (норв. Vestby) — коммуна в губернии (фюльке) Акерсхус, Норвегия. Административный центр коммуны — деревня Вестбю.
Коммуна (первоначально приход), назван в честь старой фермы Vestby (старо норвежское: Vestbýr), первая церковь была построена именно здесь. Первая часть названия «vestr» что значит «Запад» и вторая часть býr означает «ферма». Соседние хозяйства называются Østby («восточная ферма»), Sunnby («южная ферма»), и Nordby («северная ферма»).